# Épinal
Épinal  es una ciudad y comuna francesa, situada en el departamento de Vosgos, en la región del Gran Este. Sus habitantes se llaman, en francés, spinaliens. Ha dado nombre a las célebres imágenes de Épinal.

## Geografía

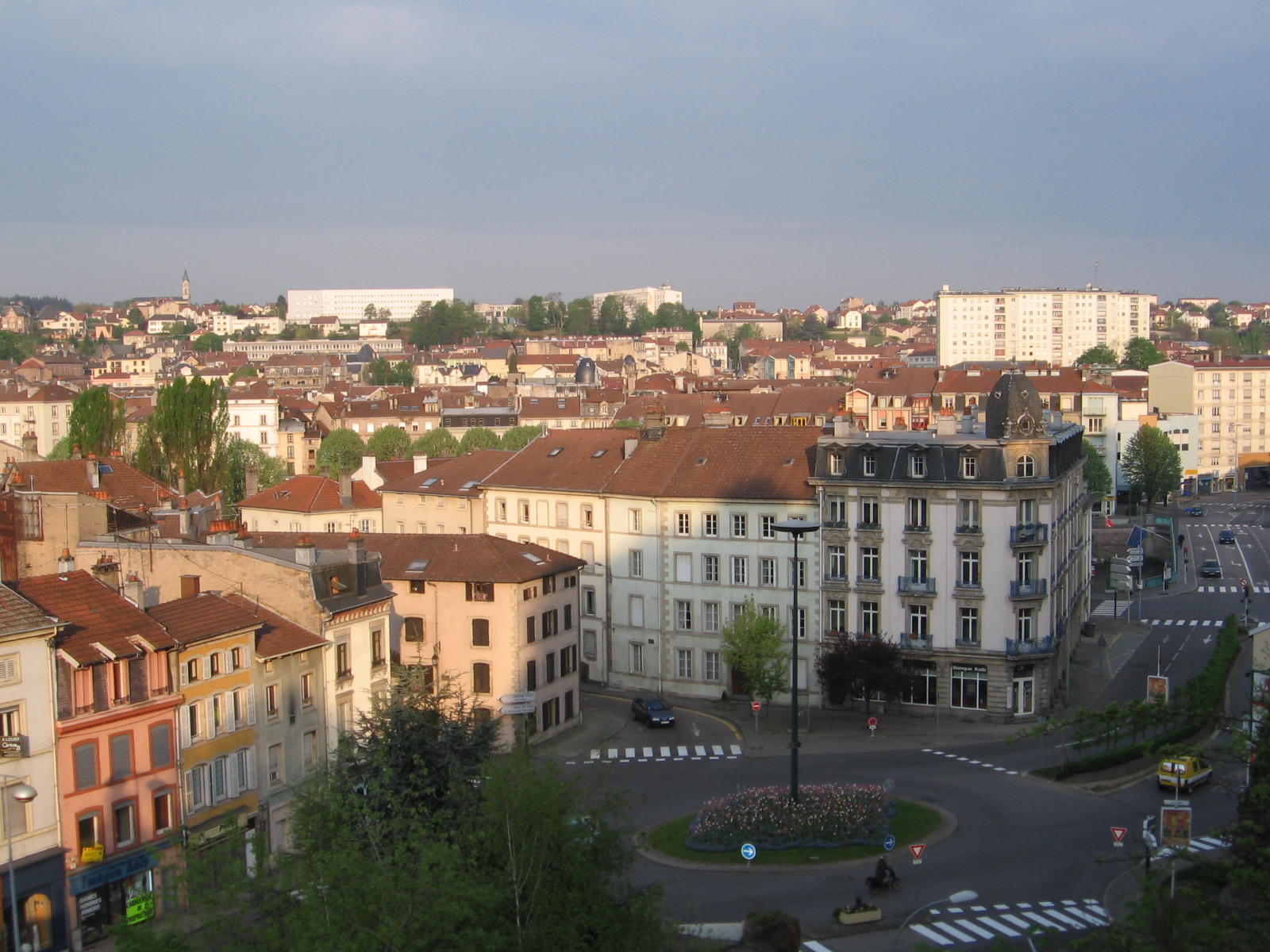
Épinal.

Épinal se encuentra a orillas del Mosela, originariamente sobre una isla fluvial.
Forma el centro de la red departamental de carreteras, si bien sus conexiones por autovía no son muy amplias (principalmente de acceso a Nancy). Dispone de enlaces ferroviarios, desde 2007 cuenta con TGV, que permite llegar desde allí a París en menos de dos horas y media. Cuenta además con aeropuerto (Épinal-Mirecourt, a 33 km), que realiza vuelos comerciales y privados, pero que actualmente no realiza vuelos regulares. El aeropuerto internacional Metz-Nancy-Lorena se encuentra a una hora por autopista. El puerto fluvial se dedica principalmente a la navegación de placer.
Uno de los monumentos más destacados de la ciudad es la basílica medieval de San Mauricio.

## Demografía
| 6688 | 7321 | 7905 | 7941 | 10 012 | 9526 | 11 485 | abs. | 11 076 | 11 957 | 11 870 | 11 847 | 14 894 | 16 445 | 20 932 | 23 223 | 26 525 | 28 080 | 29 058 | 30 042 | 28 352 | 26 849 | 27 350 | 27 708 | 23 395 | 28 688 | 30 313 | 36 856 | 39 604 | 37 818 | 36 732 | 35 794 | 33 528 |
| Para los censos de 1962 a 1999 la población legal corresponde a la población sin duplicidades (Fuente: INSEE [Consultar]) |      |      |      |        |      |        |      |        |        |        |        |        |        |        |        |        |        |        |        |        |        |        |        |        |        |        |        |        |        |        |        |        |

### Aglomeración urbana
La aglomeración urbana de Épinal comprende once comunas y una superficie de 143,12 km².
| 52 154 | 53 312 | 56 644 | 60 858 | 65 218 | 63 146 | 62 839 | 62 504 | 61 062 |
| Para los censos de 1962 a 1999 la población legal corresponde a la población sin duplicidades (Fuente: INSEE [Consultar]) |        |        |        |        |        |        |        |        |

## Administración y política
En el referendo sobre la Constitución Europea ganó el no con un 51,08% de los votos.
Algunos resultados electorales recientes (primeras vueltas del sistema francés):
| Extrema izquierda | Dos listas de izquierda (socialistas, comunistas y otros) | Ecologistas | Tres listas de derecha tradicional | Frente Nacional | Extrema derecha |
| ----------------- | --------------------------------------------------------- | ----------- | ---------------------------------- | --------------- | --------------- |
| 3,6%              | 35,0%                                                     | 4,5%        | 41,0%                              | 13,8%           | 2,1%            |

## Economía
Según el censo de 1999, la distribución de la población activa por sectores era:
| agricultura | industria | construcción | servicios |
| ----------- | --------- | ------------ | --------- |
| 0,5%        | 14,7%     | 3,7%         | 81,1%     |

## Historia

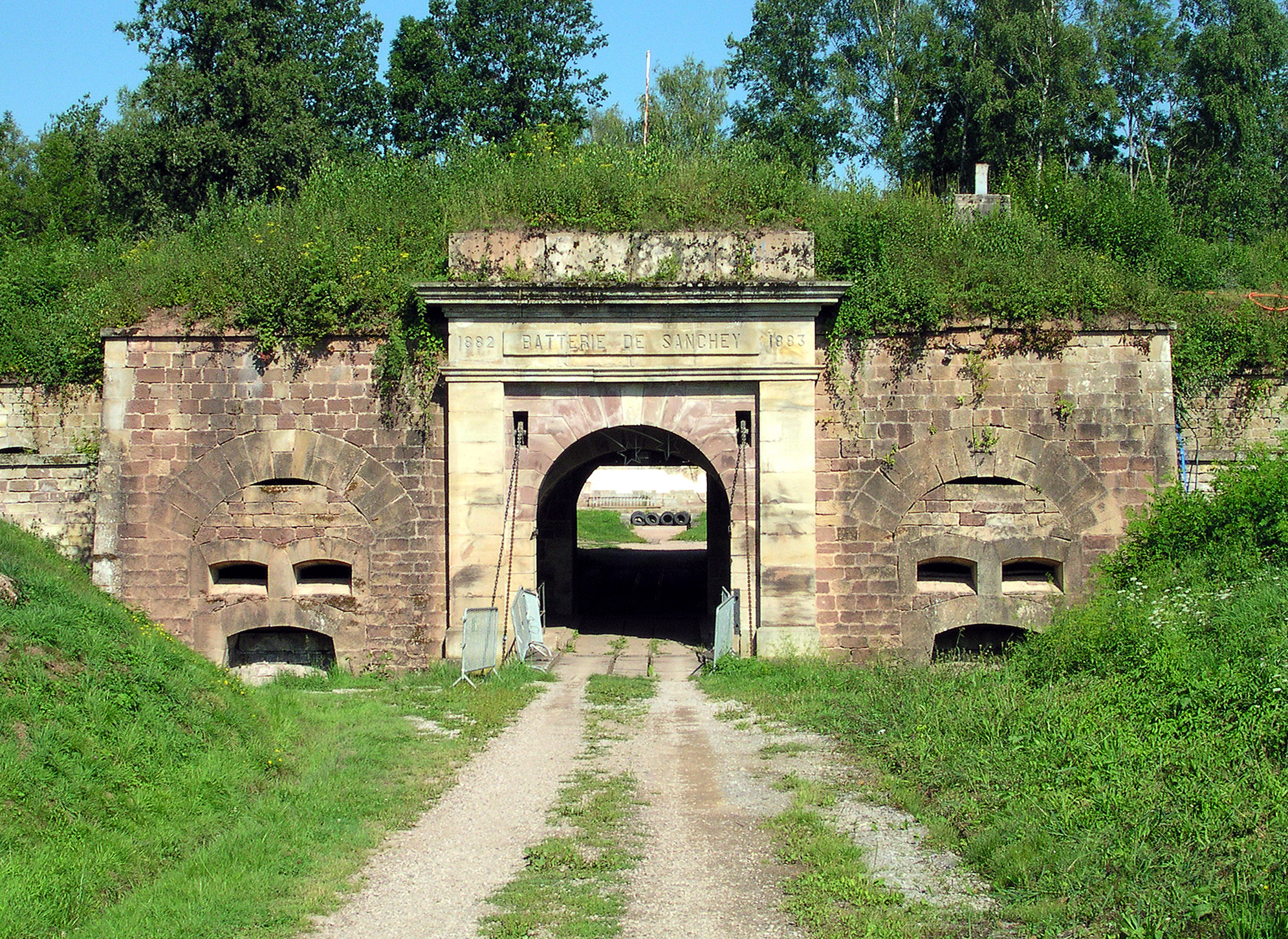
Acceso a la batería de Sanchey, uno de los quince fuertes construidos a inicios de los años 1880.

Fue devastada por los vándalos en 406. Reconstruida por Alberón en 431, sufrió una nueva destrucción en 636.
Thierry, obispo de Metz, la reconstruyó a finales del siglo X en torno a un monasterio benedictino (970) y un castillo (980). Los obispos de Metz serían los señores locales hasta fines de la Edad Media, cuando fue incorporada al Ducado de Lorena.
Fue ocupada en repetidas ocasiones por Francia (1633-1649 y 1653-1661).
En septiembre de 1670, el mariscal Crequi conquistó la población, destruyendo parte del castillo.
Tras la división departamental, el 1 de junio de 1790 fue elegida capital, frente a la opción de Mirecourt.
En la Guerra Franco-Prusiana opuso resistencia al ocupante, lo que le supuso el pago de 100.000 francos-oro como represalia, y su ocupación hasta el 30 de julio de 1873. Tras la guerra se beneficiaría de la aportación de los industriales Alsacianos emigrados de las tierras ocupadas, que iniciaron la industria textil local.
Su condición eventual de población fronteriza supuso que a finales del siglo XIX se construyeran quince fuertes y que la guarnición ascendiera a 15 000 militares, en una ciudad de solo 30 000 habitantes.

## Hermanamientos
- Bitola (Macedonia del Norte)
- Chieri (Italia)
- Gembloux (Bélgica)
- La Crosse (Estados Unidos de América)
- Loughborough (Reino Unido)
- Schwäbisch Hall (Alemania)

## Puntos de interés
- Arboretum de la Forêt d'Épinal